# Sacaba (stad)

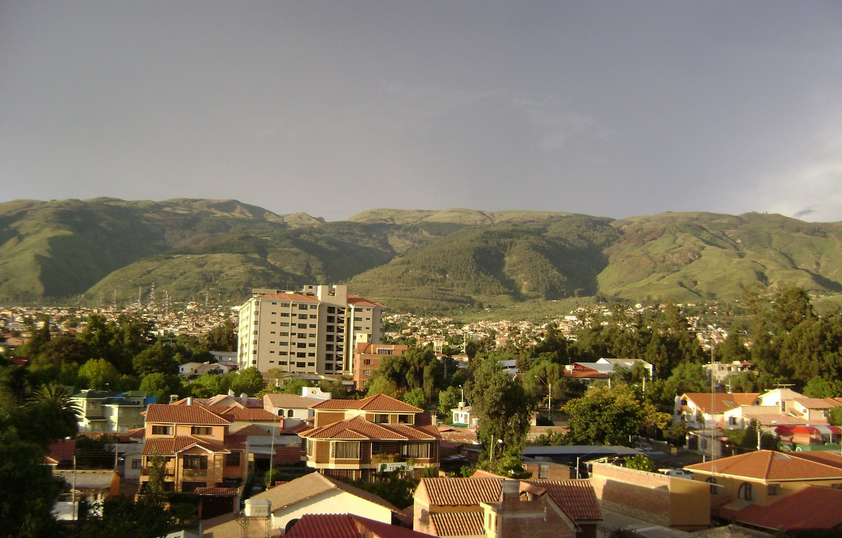
Overzicht over de stad Sacaba

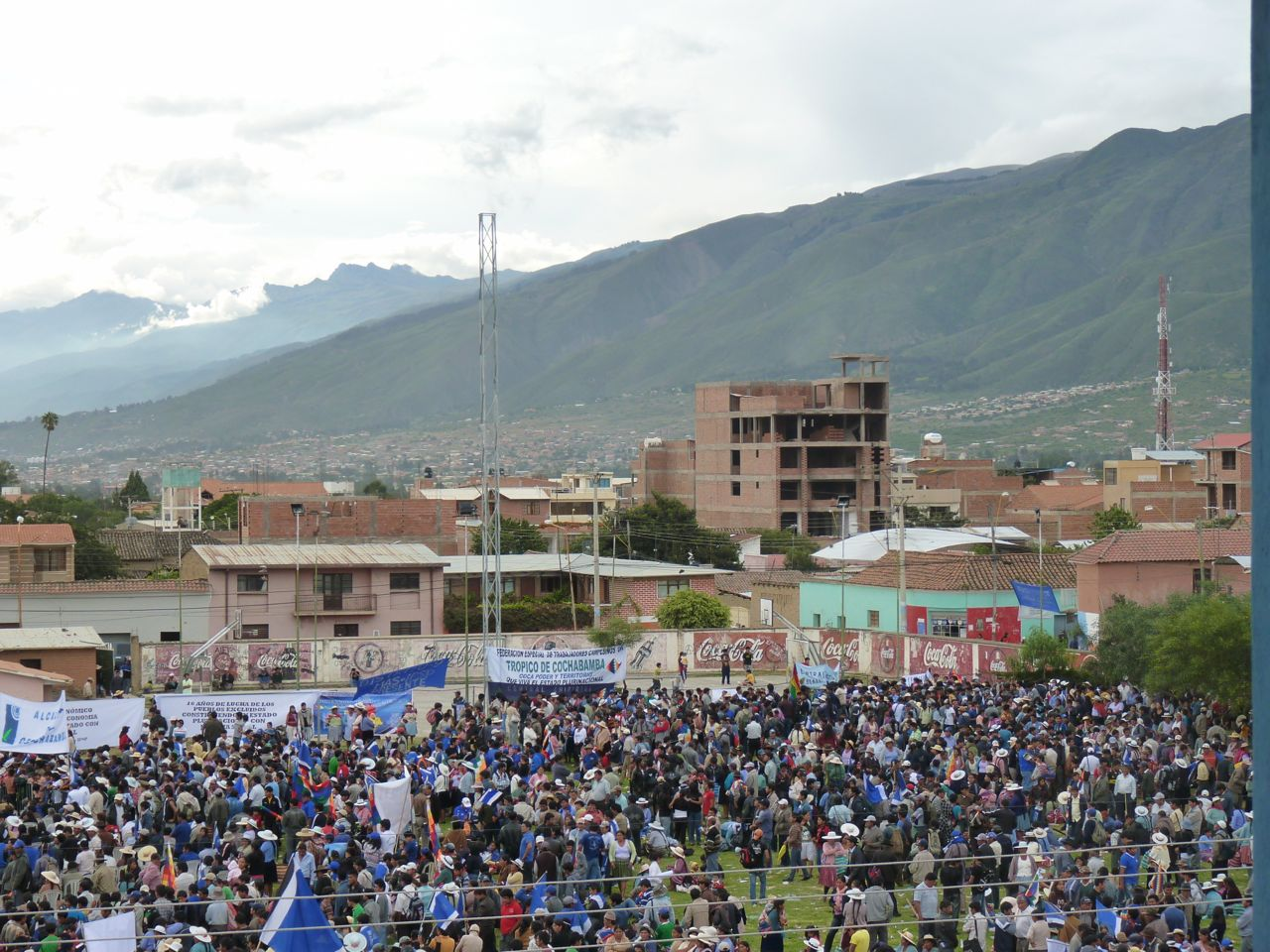
Feestdag in Sacaba

Sacaba is een stad in de gemeente Sacaba, gelegen in de provincie Chapare in het departement Cochabamba in Bolivia. Het is de tweede grootste stad van het departement, alleen Cochabamba is groter.

## Klimaat
Het weer in Sacaba is gematigd door de hoogte van de stad, met een aan Cochabamba gelijk klimaat. In de winter kan de temperatuur variëren van 1 °C tot 24 °C. Regen is er dan schaars. In de zomer kunnen de temperaturen verschillen van 10 °C tot 19 °C met hevige regenval.